# Cajacaybia spinigera
Genre
Espèce
Cajacaybia spinigera, unique représentant du genre Cajacaybia, est une espèce d'opilions laniatores de la famille des Metasarcidae.

## Distribution
Cette espèce est endémique de la région d'Ancash au Pérou. Elle se rencontre vers Cajacay.

## Description
La femelle holotype mesure 5 mm.

## Publication originale
- Roewer, 1957 : « Arachnida Arthrogastra aus Peru, III. » Senckenbergiana Biologica, vol. 38, no 1/2, p. 67-94.